# 미성동 (군산시)
미성동(米星洞)은 대한민국의 전북특별자치도 군산시의 동이다.

## 개요
미성동은 도·농복합 지역으로 광활한 농경지를 가지고 있으며, 군산 제1의 보리 생산지로 주민들의 주요 소득원의 하나로 자리매김하고 있다. 미성동은 본래 옥구군 지역으로, 쌀이 많이 난다고 하여 미제면(米堤面)이라고도 불렸다.

## 연혁
- 1980년 12월 1일 : 대통령령 제10050호로 옥구군 미면이 옥구군 미성읍으로 승격
- 1983년 2월 5일 : 대통령령 제11027호로 옥구군 미성읍 산북리 일부가 군산시에 편입
- 1986년 4월 1일 : 대통령령 제11874호로 미성읍의 섬 지역이 옥도면으로 신설·분리
- 1989년 1월 1일 : 대통령령 제12557호로 옥구군 미성읍이 군산시 미성동이 됨.

## 법정동
- 산북동(山北洞)
- 내초동(內草洞)
- 개사동(開寺洞) 일부
- 신관동(新觀洞) 일부

## 문화재
- 군산 산북동 공룡과 익룡발자국 화석산지 - 천연기념물 제548호